# 2N2222

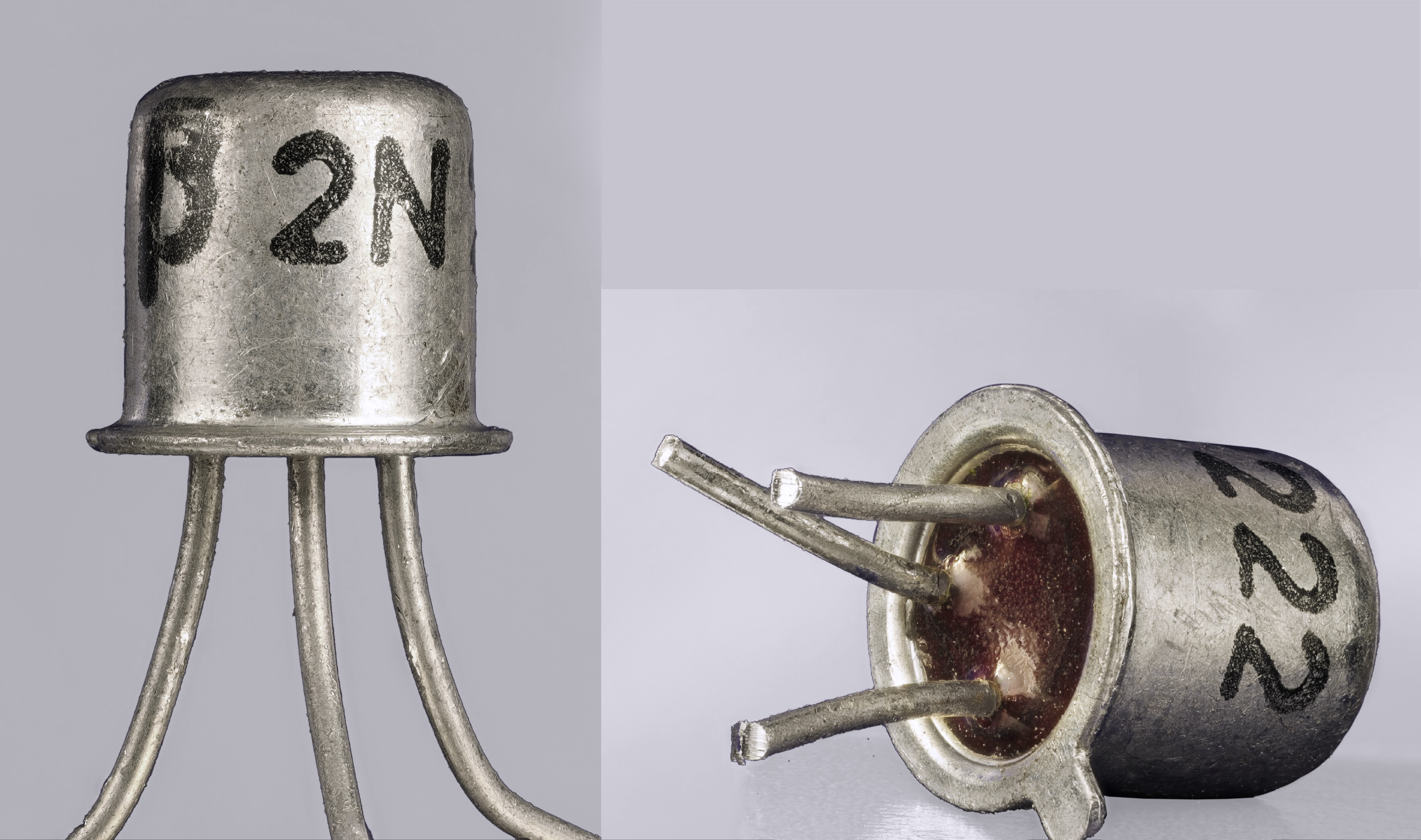
Imagem de um transistor 2N2222

O 2N2222, é um transístor  NPN, utilizado em aplicações de baixa potência como amplificador e comutador.
Suporta correntes até 1 A, 50 V, 300 mW e frequências até 100 MHz, com um Beta de pelo menos 100. Logo, este componente é utilizado em baixas e médias correntes, baixa potência e média frequência.
Originalmente fabricado em metal TO-18. Está disponível numa variedade de embalagens, tais como: TO-92, SOT-23, e SOT-223.

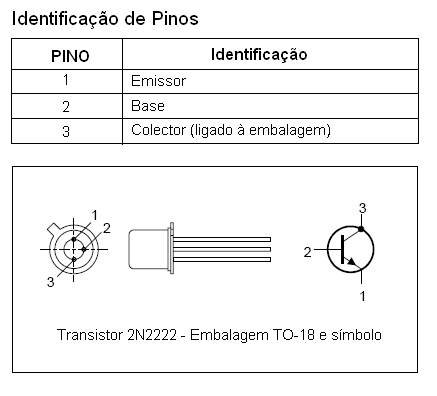
Transístor 2N2222 com identificação de Emissor, Base e Colector

O 2N2222 é complementar do 2N2907, o que significa que todas as características estáticas e dinâmicas são idênticas. 
A única diferença significativa, é que todas as correntes e tensões de polarização, são de sinal contrário, isto é, as correntes fluem em sentidos contrários e as tensões têm a polaridade invertida. 
Enquanto o 2N2222 é um transístor NPN, o 2N2907 é um PNP o que possibilita a construção de amplificadores complementares, que é uma técnica muito utilizada no fabrico dos circuitos integrados MOSFET. 
Os símbolos usados em esquemas electrónicos, são semelhantes, mas apenas a seta que indica o emissor tem direcção contrária.

## Especificações
As especificações de componentes podem variar de acordo com o fabricante, por isso é sempre importante recorrer ao datasheet específico do fabricante.
| Fabricante | Vbe | Vce | Ic    | Ptot                 | toff                                                |
| ---------- | --- | --- | ----- | -------------------- | --------------------------------------------------- |
| Philips    | 60V | 30V | 800mA | 500mW (Tamb ≤ 25 °C) | 250ns (ICon = 150 mA; IBon = 15 mA; IBoff = −15 mA) |